# Learn to Be Still
Learn to Be Still è un singolo del gruppo musicale statunitense Eagles, pubblicato nel 1995 dalla Geffen Records in un CD contenente 3 tracce.

## Tracce
Learn to Be Still
1. Learn to Be Still – 4:28 (Henley, Lynch)
2. Hotel California – 7:12 (Felder, Henley, Frey)
3. Wasted Time – 5:19 (Henley, Frey)

## Formazione
- Glenn Frey - voce, chitarra acustica
- Joe Walsh - chitarra elettrica, cori
- Timothy B. Schmit - basso, cori
- Don Henley - batteria, percussioni, cori
- Don Felder - chitarra elettrica

## Classifiche
| Classifica                  | Posizione migliore |
| --------------------------- | ------------------ |
| Canadian Adult Contemporary | 9                  |
| Adult Contemporary          | 15                 |
| Mainstream Rock             | 33                 |